# Merrill (hrabstwo Lincoln)
Merrill – miasto w Stanach Zjednoczonych, w stanie Wisconsin, w hrabstwie Lincoln.